# Kanka Dániel
Kanka Dániel (Batizfalva, 1776. december 15. – Bécs, 1850. május 31.) a bécsi protestáns teológiai intézet tanára.

## Élete
1790-ben a selmecbányai evangélikus gimnáziumban tanult, 1799-ben pedig a wittenbergi egyetemre iratkozott be. 1801-ben visszatért hazájába, s a csetneki intézetben tanított, innen 1804-ben a selmeci iskolához hívták meg rektornak; 1817-től 1822-ig hasonló minőségben, a később megszüntetett modori gimnáziumnál működött; 1822-től 1844-ig a bécsi protestáns teológiai intézetben volt tanár; innen ment nyugdíjba.

## Művei
- Programma breve, observationes de praesenti scholarum evang. A. C. Hungariae statu complectens. Schemniczii, 1806. (Ism. Annalen der Literatur 1809. II. 272.)
- Examen publicum anniversarium in gymnasio. A. C. Schemnicziensi die ultima Junii et 1. ac 2. Jul. 1807. celebrandum publicat. Uo. (Ism. Ann. d. Liter. 1809. II. 272.)
- Programma quo omnes scholarum fautores ac maecenates pro examine publico in Gymnasio A. C. Schemniciensi anno 1811. diebus 25. 26. et 27. Junii celebrando humanisse invitantur. Additamenta ad A. H. Niemayeri observationes criticas de universalibus methodis docendi, sive systematis scholasticis. Uo. (Ism. Annalen der Literatur 1811. III. 326., 331. 1.)
- Cineres exc. ac illetve dni l. baronis Gabrielis Prónay de Tóth-Próna et Blatnicza, ii. comitatuum Gömör et Kis-Hont art. unitorumsupremi comitis... anno 1811. die 29. Septembris rebus humanis erepti. deplorat D. K. Uo.
- Amplissimos literarum fautores, imprimisque gymnasii evang. Schemniciensis patronos munificentissimos, pro examinibus publicis die 24. Junii 1812. celebrandis, totius gymnasii nomine humillime invitat...Dissertatio: de vi et efficacia scientiarumphysicarum praesertim vero Astronomiae, ad excitandum sensum religionis in animis juvenum. Uo. 1812. (Ism. Annalen III. 358. 1.)
- De nativa sermonis hungari euphonia. A magyar nyelv természeti szép hangjáról értekezés. Posonii, 1817.
- Denkschrift an die ungarische Nation, enthaltend einen Vorschlag zu einer Land-Expeditionnach Nord-West-Asien, zur Erforschung der ersten Sitze, und der daselbst sich noch befindenden Reste der alten Magyaren. Von D. K. Ugyanott, 1822. (1818-ban iratott.)

Levele Horváth Istvánhoz, Bécs, 1835. máj. 20. (Cikkét küldi be a Tudományos Gyűjtemény számára K. D. alájegyzéssel, mely Horvát munkáira, különösen az ott 1834. XI. k. megjelent cikkére vonatkozik, 4rét 10 lap, a Magyar Nemzeti Múzeum kézirattárában.)